# Rübenzünsler
Der Rübenzünsler (Loxostege sticticalis), auch Wiesenzünsler genannt, ist ein Schmetterling aus der Familie der Crambidae. Seine Raupen sind bei Massenbefall Schädlinge an Klee, Zuckerrüben und Tabak.

## Merkmale
Die Falter des Rübenzünslers weisen einen leichten Sexualdimorphismus hinsichtlich der Größe bzw. der Spannweite der Vorderflügel auf. Die Männchen messen 18 bis 20 mm, die Weibchen 20 bis 26 mm. Andere Autoren geben eine Flügelspannweite von 24 bis 29 Millimetern an bzw. bis 25 mm. Außerdem sind die Fühler der Männchen gezähnt (serrat), die der Weibchen fadenförmig (filiform). Zeichnung und Farbe der Flügel variieren stark. Die Grundfarbe reicht von einem hellen Braun über ein dunkleres Braun bis zu einem Rotbraun. Auch die dunklere Zeichnung ist sehr variabel; sie kann eine undeutliche innere Querlinie, Ring-, Nieren- und Zapfenmakel sowie eine meist sehr deutliche, gezackte äußere Querlinie aufweisen, gelegentlich treten auch noch andere Flecke im Mittelfeld auf. Diese Zeichnung kann im anderen Extrembereich auch nahezu komplett fehlen. Die Vorderflügel können dann fast einheitlich graubraun sein, mit gelegentlich noch schwach angedeuteten einzelnen Makeln. Typisch sind graue Fransen, eine dunkle schmale Saumlinie wurzelwärts gefolgt von einer schmalen gelben bis weißlichen Querbinde. Diese ist in der vorderen Hälfte (zum Kostalrand hin), aber nahe der Mitte etwas verdickt. Häufig ist im Kontaktbereich der äußeren Querlinie mit dem Kostalrand ein weiterer heller Fleck zum Saumfeld hin entwickelt. Sehr charakteristisch für die meisten Exemplare ist auch ein rechteckiger, mittig jeweils konkav eingeschnürter heller Fleck zwischen Ring- und Nierenmakel, der auch bei zeichnungsarmen Exemplare meist vorhanden ist; im Extremfall bei fast einheitlich graubraun gefärbten Exemplaren kann er aber auch fehlen.
Die Oberseiten der Hinterflügel sind grau mit einer dunklen Saumlinie, die wurzelwärts wiederum von einer schmalen hellen Linie gesäumt ist. Häufig ist auch noch eine mehr oder weniger vollständige, relativ breite äußere Querlinie ausgebildet. Der Innenrand kann aufgehellt sein. Die Unterseiten von Vorder- und Hinterflügeln sind gelblich mit einem breiten braunen Saumbereich und meist zwei weiteren, breiten, braunen bis dunkelbraunen Querbinden.
Das ovale Ei ist kurz nach der Ablage orangegelb und wird später grau.
Die Raupe ist graugrün, wird später dunkelgrau bis schwarz. Die Rückenlinie und die Seitenlinie sind dunkel. Die erwachsene Raupe wird bis zu 35 mm lang. Der Kopf der Raupe ist schwarz mit einem hellen Muster.
Die Puppe ist gelblichbraun bis dunkelbraun; der Kremaster ist mit acht hakenförmigen Borsten besetzt.

## Geographische Verbreitung und Lebensraum
Die Art ist in fast ganz Europa, Nordafrika, Nord- und Zentralasien bis nach Nordchina und Japan verbreitet sowie eingeschleppt auch in Nordamerika. Dort erstreckt sich das Verbreitungsgebiet von Südkanada (Yukon bis Nova Scotia) bis in die südlichen USA (Arizona bis Massachusetts).
Der Rübenzünsler ist vor allem auf aufgegebenen Wiesen, offenen Landschaften und Kulturflächen zu finden. In Russland und Sibirien kommt er vor allem in den Steppen, Waldsteppenzonen und in der südlichen Taiga-Zone vor.

## Lebensweise
Die Art bildet auf den Britischen Inseln ein oder zwei Generationen pro Jahr, wobei meistens die zweite Generation unvollständig ist. In Südeuropa werden bis zu vier Generationen pro Jahr gebildet. Ähnlich ist die Situation in Sibirien, wo im nördlichen Teil des Verbreitungsgebiets nur eine Generation hervorgebracht wird, im Süden dagegen bis zu vier Generationen. In Mitteleuropa werden in der Regel zwei Generationen gebildet. Die sowohl tag- als auch nachtaktiven Falter der ersten Generation sind etwa ab Mai bis in den August hinein zu finden. Sie überlappen sich mit der zweiten Generation, die etwa ab August fliegt. Die Falter gelten als migrationsfreudig. In Nordchina wurde beobachtet, dass vor allem die Frühjahrsgeneration in großen Höhen aufsteigt und sich weit nach Nordosten verfrachten ließ. Vor der Eiablage müssen die Weibchen Nektar zu sich nehmen. Die Weibchen legen etwa 300 Eier (max. bis 600 Eier) in kleinen Gruppen von drei bis acht Eiern (max. bis 20 Eier) an den Nahrungspflanzen der Raupen ab, entweder an den Sprossen oder den Blättern. Die Lebensdauer der Falter beträgt etwa 4 bis 20 Tage. Die Eiraupen schlüpfen nach 2 bis 15 Tagen. In der ersten Generation erfolgt die Eiablage meist an Wildkräutern, die Eier der zweiten Generation werden dann meist an Kulturpflanzen abgelegt. Häufig wechseln die Raupen des dritten Larvenstadiums auf Kulturpflanzen, wenn die Wildkräuter abgefressen oder abgestorben sind. Insgesamt sind mehr als 200 Arten von Wildkräuter bekannt, die als Raupennahrungspflanze dienen. Die Hauptnahrungspflanzen der Raupen in Mitteleuropa sind Klee (Trifolium), Hanf (Cannabis), Tabak (Nicotiana), Artemisia und Zuckerrübe (Beta vulgaris subsp. vulgaris var. altissima) sowie Schneckenklee (Medicago), Kohl (Brassica), Pisum ("Erbsen"), Möhren (Daucus), Phaseolus, Kartoffel (Solanum tuberosum), Spinat (Spinacia). Die Raupen spinnen einzelne Blätter zusammen und fressen an den Blättern. Anfangs werden die Blätter skelettiert, später kommt es dann zu Fenster-, Rand- und Lochfraß. Die Raupen sind vor allem im Juni und Juli (erste Generation) und ab August bis nach der Überwinterung in den April (zweite Generation) des darauffolgenden Jahres zu finden. Sie fressen in einem Gespinst an der Blattunterseite. Die Raupen der Sommergeneration(en) entwickeln sich schnell, sie brauchen nur etwa 10 bis 20 Tage um das fünfte und letzte Larvenstadium zu erreichen. Die Verpuppung erfolgt in einem seidenen Kokon in der Erde. Die Raupen überstehen auch langanhaltende Perioden sehr niedriger Wintertemperaturen um die −40 °C. Die Puppenruhe dauert 7 bis 38 Tage.

## Schadwirkung
Der Rübenzünsler wird in den meisten Publikationen als Schädling an Klee, Tabak und Zuckerrübe angegeben. In Südeuropa soll vor allem Luzerne befallen werden. In Nordamerika, wo die Art im 19. Jahrhundert eingeschleppt wurde, gilt die Art als Schädling von Garten- und Feldfrüchten. In Europa finden sich aber kaum Hinweise auf Massenbefall und damit finanziell messbare Schadwirkungen durch diese Art. Eine Bekämpfung ist somit in aller Regel nicht notwendig, ganz im Gegensatz zum nahe verwandten Maiszünsler (Ostrinia nubilalis), der doch erhebliche Schäden in Maismonokulturen anrichten kann. In Nordchina und im östlichen Russland wird jedoch etwa alle 10 bis 12 Jahre eine Massenvermehrung beobachtet, die durchaus erhebliche Schäden an Kulturpflanzen zur Folge haben kann, gelegentlich bis zum Totalausfall. Die Grenze zur Schädigung wird bei etwa 10 Raupen pro Quadratmeter erreicht. Der größte Schaden entsteht in Russland an Zuckerrüben, Bohnen, Sonnenblumen, Erbsen, Hanf, Mais, Kartoffeln und Gemüse. Auch Getreide wird oft spürbar geschädigt, z. B. Gerste, Weizen und Sorghum.
An Bekämpfungsmaßnahmen können durchgeführt werden: Tiefpflügen, zwischen den Pflanzen lockern und Anhäufeln sowie Eggen um die Puppen zu zerstören. Weitere Maßnahmen sind: as Ausbringen von Insektiziden während der Larvalentwicklung und das Freisetzen von Parasiten wie z. B. Trichogramma spp. (Erzwespen) sowie das Ausbringen spezieller Biopräparate wie Lepidocid und Bitoxibacillin.

## Taxonomie und Systematik
Das Taxon wurde 1761 von Carl von Linné als Phalaena Pyralis sticticalis im Werk "Fauna Suecica" erstmals wissenschaftlich beschrieben. Der Holotyp stammte aus der Nähe von Uppsala; er wird heute in den Linnean Collections der Linnean Society of London, Burlington House in London aufbewahrt. Später wurde die Art auch zu den Gattungen Pyrausta Schrank, 1802, Parasitochroa Hannemann, 1964 (als Untergattung von Pyrausta), Margaritia Stephens 1827 und Phlyctaenodes Guenée 1854 gestellt. Heute wird die Stellung in der Gattung Loxostege Hübner, 1825 fast von allen Autoren anerkannt.